# روچر دو گاگنری
روچر دو گاگنری (به لاتین: Rochers de Gagnerie) یک کوه در سوئیس است که در کانتون وله واقع شده‌است. روچر دو گاگنری ۲٬۷۳۵ متر بالاتر از سطح دریا واقع شده‌است.